# Hirfaen Gwyddog
Der Menhir Hirfaen Gwyddog (auch Three Farms Stone, Carreg Hirfaen oder Carreg Hir Faen genannt) steht zwischen Ffarmers und Lampeter in Carmarthenshire (walisisch Sir Caerfyrddin) in Wales. 
Der Menhir (walisisch Maen hir – englisch Standing stone) ist ein markanter spitzer Monolith an der Grenze von Carmarthenshire und Ceredigion. Es ist etwa 4,8 Meter hoch. Er gilt als der größte Menhir von Ceredigion (obwohl er offiziell als Carmarthenshire-Site aufgeführt) und ist neben dem Carreg Bica einer der größten in Wales. Er ist ein Scheduled Monument.